# Lixadmontia franki
Lixadmontia franki är en tvåvingeart som beskrevs av Wood 2006. Lixadmontia franki ingår i släktet Lixadmontia och familjen parasitflugor. Inga underarter finns listade i Catalogue of Life.